# Oranje lijn (metro van Montréal)
De Oranje lijn (Ligne orange) is een metrolijn van de Canadese stad Montréal. De lijn is onderdeel van de metro van Montréal. De bouw van de lijn, destijds aangeduid als lijn 2, begon op 23 mei 1962. Het eerste deel werd op 14 oktober 1966 geopend samen met het eerste deel van de groene lijn. De ringlijn is in de loop der tijd meerdere malen verlengd al zal de ring pas gesloten zijn als de 8 geplande stations in het westen worden voltooid
| Station              | Overstappunt | Foto * | Type                         | Geopend          | Ligging                        | Stadsdeel                            |
| -------------------- | ------------ | ------ | ---------------------------- | ---------------- | ------------------------------ | ------------------------------------ |
| Le Carrefour         |              | 420 !  |                              | Gepland station  | 45° 33′ 52″ NB, 73° 45′ 19″ WL |                                      |
| Saint-Martin         |              | 430 !  |                              | Gepland station  | 45° 33′ 9″ NB, 73° 45′ 36″ WL  |                                      |
| Souvenir             |              | 440 !  |                              | Gepland station  | 45° 33′ 11″ NB, 73° 44′ 34″ WL |                                      |
| Montmorency          |              | 450 !  | kuip                         | 28 april 2007    | 45° 33′ 32″ NB, 73° 43′ 18″ WL | Laval                                |
| De la Concorde       |              | 460 !  | ondiep gelegen zuilenstation | 28 april 2007    | 45° 33′ 32″ NB, 73° 43′ 18″ WL | Laval-des-Rapides                    |
| Cartier              |              | 470 !  | kuip                         | 28 april 2007    | 45° 33′ 37″ NB, 73° 40′ 56″ WL | Pont-Viau                            |
| Henri-Bourassa       |              | 480 !  | dubbelgewelfdstation         | 14 oktober 1966  | 45° 33′ 19″ NB, 73° 40′ 6″ WL  | Ahuntsic-Cartierville                |
| Sauvé                |              | 490 !  | enkelgewelfdstation          | 14 oktober 1966  | 45° 33′ 5″ NB, 73° 39′ 20″ WL  | Ahuntsic-Cartierville                |
| Crémazie             |              | 500 !  | enkelgewelfdstation          | 14 oktober 1966  | 45° 32′ 46″ NB, 73° 38′ 18″ WL | Ahuntsic-Cartierville                |
| Jarry                |              | 510 !  | enkelgewelfdstation          | 14 oktober 1966  | 45° 32′ 36″ NB, 73° 37′ 44″ WL | Villeray–Saint-Michel–Parc-Extension |
| Jean-Talon           |              | 520 !  | enkelgewelfdstation          | 14 oktober 1966  | 45° 32′ 20″ NB, 73° 36′ 50″ WL | Villeray–Saint-Michel–Parc-Extension |
| Beaubien             |              | 530 !  | enkelgewelfdstation          | 14 oktober 1966  | 45° 32′ 5″ NB, 73° 36′ 14″ WL  | Rosemont–La Petite-Patrie            |
| Rosemont             |              | 540 !  | enkelgewelfdstation          | 14 oktober 1966  | 45° 31′ 53″ NB, 73° 35′ 53″ WL | Rosemont–La Petite-Patrie            |
| Laurier              |              | 550 !  | enkelgewelfdstation          | 14 oktober 1966  | 45° 31′ 41″ NB, 73° 35′ 20″ WL | Le Plateau-Mont-Royal                |
| Mont-Royal           |              | 560 !  | enkelgewelfdstation          | 14 oktober 1966  | 45° 31′ 29″ NB, 73° 34′ 56″ WL | Le Plateau-Mont-Royal                |
| Sherbrooke           |              | 570 !  | ondiep gelegen zuilenstation | 14 oktober 1966  | 45° 31′ 7″ NB, 73° 34′ 7″ WL   | Le Plateau-Mont-Royal                |
| Berri-UQAM           |              | 580 !  | ondiep gelegen zuilenstation | 14 oktober 1966  | 45° 30′ 55″ NB, 73° 33′ 40″ WL | Ville-Marie                          |
| Champ-de-Mars        |              | 670 !  | ondiep gelegen zuilenstation | 14 oktober 1966  | 45° 30′ 37″ NB, 73° 33′ 23″ WL | Ville-Marie                          |
| Place-d'Armes        |              | 680 !  | ondiep gelegen zuilenstation | 14 oktober 1966  | 45° 30′ 23″ NB, 73° 33′ 55″ WL | Ville-Marie                          |
| Square-Victoria-OACI |              | 690 !  | enkelgewelfdstation          | 6 februari 1967  | 45° 30′ 7″ NB, 73° 33′ 47″ WL  | Ville-Marie                          |
| Bonaventure          |              | 700 !  | ondiep gelegen zuilenstation | 13 februari 1967 | 45° 29′ 54″ NB, 73° 34′ 1″ WL  | Ville-Marie                          |
| Lucien-L'Allier      |              | 710 !  | enkelgewelfdstation          | 28 april 1980    | 45° 29′ 40″ NB, 73° 34′ 17″ WL | Ville-Marie                          |
| Georges-Vanier       |              | 720 !  | enkelgewelfdstation          | 28 april 1980    | 45° 29′ 17″ NB, 73° 34′ 28″ WL | Le Sud-Ouest                         |
| Lionel-Groulx        |              | 730 !  | kuip                         | 3 september 1978 | 45° 28′ 56″ NB, 73° 34′ 51″ WL | Le Sud-Ouest                         |
| Place-Saint-Henri    |              | 880 !  | enkelgewelfdstation          | 28 april 1980    | 45° 28′ 39″ NB, 73° 35′ 11″ WL | Le Sud-Ouest                         |
| Vendôme              |              | 890 !  | enkelgewelfdstation          | 7 september 1981 | 45° 28′ 27″ NB, 73° 36′ 12″ WL | Côte-des-Neiges–Notre-Dame-de-Grâce  |
| Villa-Maria          |              | 900 !  | enkelgewelfdstation          | 7 september 1981 | 45° 28′ 48″ NB, 73° 37′ 13″ WL | Côte-des-Neiges–Notre-Dame-de-Grâce  |
| Snowdon              |              | 980 !  | ondiep gelegen zuilenstation | 7 september 1981 | 45° 29′ 12″ NB, 73° 37′ 40″ WL | Côte-des-Neiges–Notre-Dame-de-Grâce  |
| Côte-Ste-Catherine   |              | 990 !  | ondiep gelegen zuilenstation | 4 januari 1982   | 45° 29′ 32″ NB, 73° 37′ 58″ WL | Côte-des-Neiges–Notre-Dame-de-Grâce  |
| Plamondon            |              | 1000 ! | enkelgewelfdstation          | 29 juni 1982     | 45° 29′ 43″ NB, 73° 38′ 22″ WL | Côte-des-Neiges–Notre-Dame-de-Grâce  |
| Namur                |              | 1010 ! | enkelgewelfdstation          | 9 januari 1984   | 45° 29′ 43″ NB, 73° 38′ 22″ WL | Côte-des-Neiges–Notre-Dame-de-Grâce  |
| De la Savane         |              | 1020 ! | enkelgewelfdstation          | 9 januari 1984   | 45° 30′ 1″ NB, 73° 39′ 42″ WL  | Côte-des-Neiges–Notre-Dame-de-Grâce  |
| Du Collège           |              | 1030 ! | enkelgewelfdstation          | 9 januari 1984   | 45° 30′ 33″ NB, 73° 40′ 28″ WL | Saint-Laurent                        |
| Côte-Vertu           |              | 1040 ! | enkelgewelfdstation          | 3 november 1986  | 45° 30′ 52″ NB, 73° 40′ 59″ WL | Saint-Laurent                        |
| Poirier              |              | 1050 ! |                              | Gepland station  | 45° 31′ 7″ NB, 73° 41′ 58″ WL  |                                      |
| Bois-Franc           |              | 1060 ! |                              | Gepland station  | 45° 31′ 22″ NB, 73° 42′ 36″ WL |                                      |
| Gouin                |              | 1070 ! |                              | Gepland station  | 45° 31′ 48″ NB, 73° 43′ 23″ WL |                                      |
| Chomedey             |              |        |                              | Gepland station  | 45° 32′ 19″ NB, 73° 44′ 5″ WL  |                                      |
| Notre Dame           |              | 1090 ! |                              | Gepland station  | 45° 32′ 27″ NB, 73° 44′ 55″ WL |                                      |

* De sorteerwaarde van de foto is de ligging langs de lijn